# Pete Davidson
Peter Michael Davidson (Staten Island, Nueva York, 16 de noviembre de 1993) es un comediante, actor, escritor y productor estadounidense. Es miembro del elenco de Saturday Night Live y también ha aparecido en los programas de MTV Guy Code, Wild 'n Out y Failosophy. Ha hecho comedia stand-up en Adam Devine's House Party, Jimmy Kimmel Live! y Comedy Underground with Dave Attell y ha aparecido como estrella invitada en la serie Brooklyn Nine-Nine. En 2020, coescribió y protagonizó la película de comedia dramática semiautobiográfica The King of Staten Island.

## Biografía
Davidson nació el 16 de noviembre de 1993 en Staten Island, Nueva York, hijo de Amy (de soltera Waters) y Scott Matthew Davidson. Su padre era un bombero de la ciudad de Nueva York que murió en servicio durante los ataques del 11 de septiembre de 2001. Fue visto por última vez subiendo las escaleras del Marriott World Trade Center, justo antes de que colapsara. Su Misa de Réquiem se llevó a cabo en la iglesia católica de Santa Clara en Great Kills, Staten Island.
Davidson, que entonces tenía 7 años, se vio profundamente afectado por la pérdida. Le dijo a The New York Times que era «abrumador» y que luego se portó mal en la escuela como resultado del trauma. En un momento, se arrancó el pelo hasta quedar calvo. En octubre de 2016, Davidson reveló en el programa de radio matutino The Breakfast Club que luchó con pensamientos suicidas cuando era más joven y que la música del artista Kid Cudi le salvó la vida.
El padre de Davidson era predominantemente de ascendencia judía, con algo de italiano. Su madre es de ascendencia irlandesa y tiene una hermana menor llamada Casey. Ambos fueron criados como católicos. Su madre trabaja como enfermera escolar en Xaverian High School en Brooklyn.
Davidson asistió a St. Joseph by-the-Sea High School, luego a Tottenville High School antes de transferirse a la Xaverian High School de Brooklyn, donde se graduó en 2011. Después de la secundaria, se inscribió en St. Francis College en Brooklyn Heights. Después de un semestre, Davidson se retiró para trabajar en su carrera en la comedia.
Davidson probó por primera vez la comedia stand-up a los 16 años en una bolera de Staten Island, donde un grupo de amigos, conociendo sus aspiraciones de comedia, lo desafiaron a subir al escenario. Sin embargo, lo hizo solo después de fumar marihuana.
Davidson ha sido sincero sobre su consumo regular de marihuana y afirma que «no puede funcionar» sin ella. Dice que no podría trabajar en Saturday Night Live sin consumir marihuana y que cualquier intento anterior de actuar sin ella no ha tenido éxito. Explicó: «Puedo actuar cuando no estoy drogado, pero no sería tan divertido para mi».

## Carrera
La primera aparición de Davidson en pantalla fue en el tercer episodio de la serie de comedia de MTV Failosophy, que se estrenó el 28 de febrero de 2013. Al mes siguiente, apareció en «PDA and Moms», un episodio de la tercera temporada de la serie de comedia de telerrealidad de MTV2 Guy Code. El primero de cuatro episodios en los que apareció. Ese junio, su primer standup televisado se emitió como parte de un episodio de la segunda temporada del programa Gotham Comedy Live de Comedy Central, que presenta comediantes en el Gotham Comedy Club en la ciudad de Nueva York. Al mes siguiente, regresó a MTV2 con una aparición en Nick Cannon Presents: Wild 'N Out, su primera de seis apariciones en ese programa.
Posteriormente, Davidson hizo apariciones en televisión y apareció en el tercer episodio de la primera temporada de la serie de televisión de comedia policiaca de Fox, Brooklyn Nine-Nine en 2013. En 2014, adquirió un papel en un episodio piloto de la comedia de Fox, Sober Companion, pero finalmente no llegó a la serie.
Davidson se unió al elenco de Saturday Night Live con el estreno de la temporada número 40 del programa, que debutó el 27 de septiembre de 2014. A los 20 años, fue el primer miembro del elenco de SNL en nacer en la década de 1990 y uno de los miembros del elenco más jóvenes de la historia. La primera incorporación nueva al elenco esa temporada, Davidson tuvo la oportunidad de hacer una audición para el programa a través del habitual Bill Hader, a quien había conocido mientras filmaba un pequeño papel en el largometraje de comedia de Judd Apatow de 2015 Trainwreck. Posteriormente, Hader le contó al productor Lorne Michaels sobre él. Su debut obtuvo una atención crítica positiva, con sus parodias más notables durante la temporada, incluido un sketch al estilo de Indiana Jones en el que él y Dwayne «The Rock» Johnson, después de ser arrojados con dardos venenosos, se vieron obligados a chuparse mutuamente el veneno de varias partes del cuerpo, un esfuerzo que finalmente las encontró enredadas en la posición «69». Otro involucró a Davidson recibiendo un disparo en el pecho con una flecha por Norman Reedus.
En marzo de 2015, Davidson fue «roaster» en el Comedy Central Roast de Justin Bieber, y su set fue elogiado como uno de los mejores del espectáculo. Entre sus bromas más atrevidas se encontraba una a expensas de su compañero el rapero Snoop Dogg, el presentador Kevin Hart y su película de 2004 Soul Plane. Davidson, cuyo padre bombero murió en respuesta a los ataques del 11 de septiembre, calificó esa película como «la peor experiencia de mi vida con un avión».
En 2016, Davidson estaba en la lista Forbes 30 Under 30. En abril de ese año, Comedy Central filmó el primer especial de stand-up de Davidson, Pete Davidson: SMD, en la ciudad de Nueva York.
En enero de 2019, se anunció que Davidson estaría de gira con John Mulaney en Nueva York, Nueva Jersey, Pensilvania y Massachusetts para una serie limitada de programas de comedia titulada Sundays with Pete & John. Mulaney y Davidson se han vuelto cercanos apareciendo juntos en The Tonight Show Starring Jimmy Fallon y Saturday Night Live. Ese mayo, después del final de la temporada 44 de SNL, Travis M. Andrews de The Washington Post le dio crédito a Davidson por ser el artista más memorable de esa temporada y su estrella emergente, lo que Andrews atribuyó a Davidson por sus luchas personales y su admisión de su pasos en falso cómicos, que Andrews sintió le dieron a la temporada una mezcla de comedia y patetismo.
Davidson colaboró con Machine Gun Kelly para escribir el sketch, A Message From The Count para el álbum de Kelly, Hotel Diablo.
En 2019, protagonizó el largometraje de comedia Big Time Adolescence, de Jason Orley, y tuvo papeles secundarios en What Men Want de Adam Shankman, The Dirt de Jeff Tremaine, The Angry Birds Movie 2 de Thurop Van Orman y y el spin-off de El gran Lebowski de John Turturro, The Jesus Rolls
En febrero de 2020, Davidson lanzó su especial de stand up Alive from New York en Netflix
En mayo de 2020, se estrenó The King of Staten Island, que Davidson protagonizó y coescribió con Judd Apatow, quien también dirigió.
El final de la temporada 47 de Saturday Night Live fue el último programa de Davidson, Kyle Mooney, Aidy Bryant y Kate McKinnon como integrantes de elenco.

## Estilo de comedia

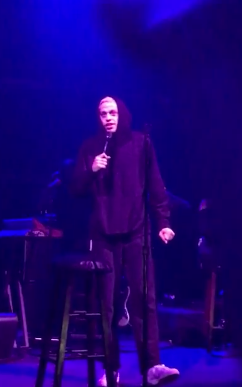
Pete Davidson en un concierto de la gira The Sweetener Sessions de Ariana Grande en Chicago, Estados Unidos, el 22 de agosto de 2018.

Davidson ha sido elogiado por basar la comedia en su propia vida y emplear aspectos de su vida que han sido comparados con «una serie de verdades brutales y confesiones vulgares», y que lo hacen identificable para el público. Tocando temas como la marihuana, el sexo y las relaciones, los incidentes que relata incluyen los de sus incómodas experiencias en la escuela secundaria a vivir en un dormitorio durante su breve estancia en el St. Francis College. Davidson bromea sobre temas muy delicados, incluida la pérdida de su padre durante los ataques del 11 de septiembre porque, según él, encuentra que le da poder para abordar la sensación de impotencia que experimenta debido a esa tragedia a una edad temprana infligida sobre él. Es un fanático de la franquicia de Harry Potter, y ha incorporado también ese material en su trabajo de comedia.

## Controversias

### Comentarios de la Iglesia católica
La Diócesis de Brooklyn exigió una disculpa a Davidson en marzo de 2019, después de un sketch de SNL donde comparó a la Iglesia Católica con R. Kelly, un artista que había sido acusado de pedofilia. En el sketch, Davidson dijo «(Kelly) es un monstruo y debería ir a la cárcel para siempre. Pero si apoyas a la Iglesia católica, ¿no es eso lo mismo que ser un fan de R. Kelly? no veo la diferencia, excepto que la música de uno es significativamente mejor». En un comunicado publicado en su sitio web, la diócesis criticó la parodia «vergonzosa y ofensiva», y opinó además: «Los fieles de nuestra Iglesia están disgustados por el acoso de quienes están en las noticias y el entretenimiento, y este sketch ofende a millones. La burla de este un momento difícil en la historia de la Iglesia no sirve para nada». Los comentarios de Davidson se produjeron después de que la Diócesis de Brooklyn y Queens acordaron un acuerdo récord de USD27.5 millones por acusaciones de abuso sexual en septiembre de 2018. 

### Comentarios sobre Dan Crenshaw
Davidson fue muy criticado por burlarse del parche en el ojo del candidato republicano al Congreso Dan Crenshaw, que usa como resultado de una herida sufrida mientras se desempeñaba como SEAL de la Marina de los Estados Unidos en Afganistán. Davidson comparó a Crenshaw con «un asesino a sueldo en una película porno», y añadió: «Lo siento, sé que perdió el ojo en la guerra o lo que sea».
En respuesta a la indignación pública por los comentarios, Crenshaw apareció junto a Davidson el sábado siguiente en un segmento de SNL 'Weekend Update'. Davidson se disculpó con Crenshaw y dijo: «Quiero decir, esto desde el fondo de mi corazón: fue una mala elección de palabras. El hombre es un héroe de guerra y merece todo el respeto del mundo». Crenshaw aceptó la disculpa de Davidson y pidió a los estadounidenses que nunca olviden el servicio y los sacrificios de los veteranos. Crenshaw también rindió homenaje al padre de Davidson, un bombero que había muerto el 11 de septiembre. Crenshaw y otros han especulado que la broma y la atención posterior pueden haberlo ayudado a ganar el segundo distrito del Congreso de Texas en las elecciones de mitad de período de 2018.
En su especial de Netflix de 2020 Alive from New York, Davidson rescindió la disculpa emitida anteriormente a Crenshaw, lo que implica que se había emitido solo porque se había visto obligado a hacerlo. En la actuación, Davidson le dice a la audiencia: «No pensé que hice nada malo. Eran como palabras torcidas para que un tipo pudiera ser famoso. Así que me burlé de este tipo con un parche en el ojo y luego, como que me vi obligado a disculparme». Crenshaw respondió afirmando que, aunque inicialmente había esperado que la disculpa de Davidson hubiera sido sincera, «nunca se sabe con los comediantes». Crenshaw agregó: «Para ser justos, si nos tomáramos en serio todo lo que los comediantes dicen en un especial de Netflix, nuestro país estaría en un mundo de dolor. Me gustaría recordar al chico que vi en persona y pase el rato con él esa noche (en SNL)».

## Vida personal
En octubre de 2015, Davidson vivía en Brooklyn Heights, Nueva York. En abril de 2019, vivió en Staten Island, Nueva York, con su madre en una casa que compraron juntos. Su padre, Scott Matthew Davidson, era bombero y socorrista que murió como resultado de los ataques del 11 de septiembre. Davidson tiene el número de placa de su padre, 8418, tatuado en su brazo izquierdo.
Davidson apoyó a Hillary Clinton en las elecciones presidenciales de Estados Unidos de 2016, y el 5 de diciembre de 2017, declaró en su cuenta de Instagram que se hizo un tatuaje en la pierna de Clinton, a quien llamó su «héroe», una «ruda» y «una de las personas más fuertes del universo». La propia Clinton agradeció a Davidson por el cumplido, bromeando: «Esto hace que sea mucho menos incómodo que haya tenido un tatuaje de Pete Davidson durante años». Apoyó a Joe Biden en las elecciones presidenciales estadounidenses de 2020.
En agosto de 2018, Davidson tenía más de 40 tatuajes en los brazos, las piernas, el pecho, las manos y el cuello.
Le diagnosticaron la enfermedad de Crohn a los 17 o 18 años, por lo que recibe tratamiento intravenoso y usa marihuana medicinal para el manejo del dolor y de forma recreativa. El 6 de marzo de 2017, Davidson anunció en su cuenta de Instagram que había dejado las drogas y estaba sobrio por primera vez en ocho años. Durante una entrevista en el pódcast del comediante Marc Maron, Davidson aclaró que la única droga que usaba era la marihuana y, si bien desde entonces ha reducido considerablemente su uso, los problemas personales y emocionales que inicialmente asumió eran el resultado de su consumo diario de marihuana eran en realidad causado por su recién diagnosticado trastorno límite de la personalidad, por el que desde entonces ha estado en tratamiento.
El sábado 15 de diciembre de 2018, Davidson compartió una sincera publicación de Instagram en la que expresó pensamientos suicidas, antes de eliminar por completo su cuenta en la plataforma de redes sociales. La preocupación de sus amigos, usuarios de Internet y Ariana Grande, su ex prometida, cuyo compromiso acababa de ser cancelado en octubre de 2018, hizo que el Departamento de Policía de Nueva York realizara un control de bienestar de Davidson, quien fue encontrado a salvo en los estudios Saturday Night Live.
Davidson solo apareció en vivo una vez en el episodio de esa noche, cuando presentó la actuación musical de Miley Cyrus, Mark Ronson y Sean Lennon. Davidson regresó a SNL después de la pausa anual de vacaciones y estuvo en el primer episodio de 2019 el 19 de enero. Apareció en el segmento Weekend Update junto al comediante y ex escritor de SNL John Mulaney, donde hicieron una referencia a su publicación de Instagram.

### Relaciones
Davidson salió con la comediante Carly Aquilino de 2014 a 2015, y con Cazzie David, hija del comediante Larry David, de 2016 a 2018.
En mayo de 2018, comenzó a salir con la cantante Ariana Grande. En junio de 2018, Davidson confirmó que estaba comprometido con Grande, pero el compromiso se canceló en octubre de 2018. La canción de Grande, «Pete Davidson», aparece en su álbum Sweetener de 2018. También hizo referencia a él en su canción, «Thank U, Next», con la letra, «Even almost got married / And for Pete I'm so thankful». («Incluso casi me casé / Y por Pete estoy muy agradecida»).
A principios de 2019, Davidson estaba en una relación con la actriz Kate Beckinsale, una mujer veinte años mayor que él. En respuesta a los comentarios de los medios sobre la diferencia de edad, en el mismo episodio de SNL que los comentarios de la Iglesia Católica, dijo que esa diferencia de edad era nueva para él y bromeó diciendo que los medios deberían preguntarle a los hombres mayores en relaciones más largas con mujeres más jóvenes como Leonardo DiCaprio, Alec Baldwin, Larry King y Donald Trump.
Desde abril hasta agosto de 2021 mantuvo una relación con la actriz inglesa Phoebe Dynevor, conocida por interpretar a Daphne Bridgerton en la serie de Netflix Bridgerton.
Salía con la conocida Kim Kardashian. Los rumores de su relación se confirmaron en mayo de 2022 cuando asistieron a la Gala Met juntos. En agosto de 2022 se anunció su separación, después de casi 9 meses de relación.
Desde principios de octubre del 2022, comenzó una relación con la modelo Emily Ratajkowski, confirmando oficialmente, cuya relación duro hasta agosto de 2023, cuando enseguida comenzara una relación con la actriz Chase Sui Wonders, luego comenzando un romance con la actriz Madelyn Cline, solo durando 9 meses hasta agosto de 2024, cuando apenas 3 meses después comenzara una relación con la actriz Elsie Hewitt, el cual el 16 de julio de 2025 a través de su cuenta de Instagram, anunciarán que están esperando a su primer hijo.

## Premios y nominaciones
Davidson fue nominado a The Comedy Movie Star de 2020 por su trabajo en The King of Staten Island y The Comedy Act de 2020 Pete Davidson: Alive from New York en la cuadragésimasexta edición de los People's Choice Awards.

## Filmografía

### Cine
| Año  | Título                                    | Rol                      | Notas                          |
| ---- | ----------------------------------------- | ------------------------ | ------------------------------ |
| 2014 | School Dance                              | Stinkfinger              |                                |
| 2015 | Trainwreck                                | Paciente del Dr. Conner  |                                |
| 2018 | Set It Up                                 | Duncan                   |                                |
| 2019 | What Men Want                             | Danny                    |                                |
| 2019 | The Dirt                                  | Tom Zutaut               |                                |
| 2019 | The Angry Birds Movie 2                   | Jerry Eagle              | Voz                            |
| 2019 | The Jesus Rolls                           | Jack                     |                                |
| 2019 | Big Time Adolescence                      | Isaac «Zeke» Presanti    | Productor ejecutivo            |
| 2020 | The King of Staten Island                 | Scott Carlin             | Escritor y productor ejecutivo |
| 2021 | The Suicide Squad                         | Richard Hertz/Blackguard |                                |
| 2022 | Marmaduke                                 | Marmaduke                | Posproducción (voz)            |
| 2022 | Meet Cute                                 | Gary                     |                                |
| 2023 | Fast X                                    | Bowie                    | Cameo                          |
| 2023 | Guardianes de la Galaxia vol. 3           | Phlektik                 | Voz                            |
| 2023 | Transformers: el despertar de las bestias | Mirage                   | Voz                            |
| 2023 | Good Burger 2                             | Cliente enojado          |                                |
| 2024 | Riff Raff                                 | Lonnie                   |                                |
| 2025 | Dog Man                                   | Petey                    | Voz                            |
| 2025 | The Home                                  | Max                      |                                |
| 2026 | How to Rob a Bank                         |                          |                                |

### Televisión
| Año       | Título                                       | Rol                         | Notas                                                              |
| --------- | -------------------------------------------- | --------------------------- | ------------------------------------------------------------------ |
| 2013      | Gotham Comedy Live                           | Él mismo                    | -                                                                  |
| 2013      | Comedy Underground with Dave Attel           | Él mismo                    | -                                                                  |
| 2013      | Guy Code                                     | Él mismo                    | -                                                                  |
| 2013      | Failosophy                                   | -                           | -                                                                  |
| 2013      | Nick Cannon Presents: Wild n' Out            | Él mismo                    | 7 episodios                                                        |
| 2013      | Brooklyn Nine-Nine                           | Steven                      | Episodio: «The Slump»                                              |
| 2013      | Adam DeVine's House Party                    | Él mismo                    | Episodio: «Stunt Audition»                                         |
| 2013      | Jimmy Kimmel Live!                           | Él mismo                    | -                                                                  |
| 2014      | Friends of the People                        | Supremacista blanco         | Episodio: «The Horror»                                             |
| 2014      | Sober Companion                              | Derek                       | Película de televisión                                             |
| 2014–2022 | Saturday Night Live                          | Él mismo, varios personajes | Reparto principal                                                  |
| 2015      | Saturday Night Live 40th Anniversary Special | Él mismo                    | Aniversario especial                                               |
| 2015      | Tawk                                         | Él mismo                    | «Pete Davidson's Girlfriend Is Not Going To Be Happy»              |
| 2015      | Comedy Central Roast of Justin Bieber        | Él mismo (Roaster)          | Especial de televisión                                             |
| 2016      | Comedy Central Roast of Rob Lowe             | Él mismo (Roaster)          | Especial de televisión                                             |
| 2016      | Pete Davidson: SMD                           | Él mismo                    | Especial de stand-up                                               |
| 2016      | The Jim Gaffigan Show                        | Jeffy                       | Episodio: «The List»                                               |
| 2016      | Give Converse with Pete Davidson             | Él mismo                    | 9 episodios                                                        |
| 2017      | Click, Clack, Moo: Christmas at the Farm     | Duck                        | Voz (cortometraje)                                                 |
| 2017      | Eighty-Sixed                                 | Mesero                      | Serie web                                                          |
| 2017      | Saturday Night Live Weekend Update Thursday  | Él mismo                    | Episodio: «4.3»                                                    |
| 2018      | Lip Sync Battle                              | Él mismo                    | Episodio: «Pete Davidson vs. Michael Bolston»                      |
| 2018      | The Guest Book                               | Clem                        | Episodio: «Invisible son»                                          |
| 2018      | Telethon for America                         | Él mismo                    | Especial de televisión                                             |
| 2019      | Dressing Funny                               | Él mismo                    | Episodio: «Tan France Gives Pete Davidson a John Mulaney Makeover» |
| 2020      | Pete Davidson: Alive From New York           | Él mismo                    | Especial de Netflix                                                |
| 2020      | The Rookie                                   | Pete Nolan                  | Episodio: «Follow-Up Day»                                          |
| 2020      | The Freak Brothers                           | Phineas T. Phreakers        | Adaptación de The Fabulous Furry Frak Brothers                     |
| 2020      | The Real Bros of Simi Valley                 | Grady                       | 2 episodios                                                        |
| 2020      | It's a Wonderful Life                        | George Bailey               | Especial de televisión                                             |
| 2021      | Jonas Brothers Family Roast                  | Él mismo                    | Especial de Netflix                                                |
| 2021      | The Rookie                                   | Pete Nolan                  | Episodio: «A.C.H.»                                                 |
| 2022      | The Kids in the Hall                         | Personaje anónimo           | Episodio 1                                                         |
| 2023      | Bupkis                                       | Él mismo                    | 8 episodios                                                        |

### Cortometrajes
| Año  | Título          | Rol            | Notas        |
| ---- | --------------- | -------------- | ------------ |
| 2013 | TubbyMan        | PipeKleener    | Cortometraje |
| 2013 | Archie Black    | -              | Cortometraje |
| 2014 | Grow a Guy      | Friend         | Cortometraje |
| 2015 | The Jay Z Story | Fan de Jay Z   | Cortometraje |
| 2015 | Prom Queen      | Amigo de Eddie | Cortometraje |

### Videos musicales
| Año  | Título  | Rol          | Notas                              |
| ---- | ------- | ------------ | ---------------------------------- |
| 2018 | «LOCO»  | Él mismo     | Video musical de Machine Gun Kelly |
| 2019 | «Candy» | Farmacéutico | Video musical de Machine Gun Kelly |